# قسطنطين واغيانس باشا
قسطنطين واغيانس باشا هو سياسي عثماني شغل منصب والي في الدولة العثمانية.

## مناصبه
تولى المناصب التالية:
- أمير ساموس (7 مارس 1899–1900)